# Svéd labdarúgó-játékvezetők listája
Az alábbi lista a nevezetes svéd labdarúgó-játékvezetők nevét tartalmazza.
| Ábécé szerinti tartalomjegyzék                      |
| --------------------------------------------------- |
| A B C D E F G H I J K L M N O P Q R S T U V W X Y Z |

## A
- Sten Ahlner (1915–1997) nemzetközi játékvezető, sportújságíró, sportvezető
- John Erik Andersson (1907–1971) nemzetközi játékvezető
- Bengt Andrén (1916–1987) nemzetközi játékvezető
- Erik Axelryd (1927–2012) nemzetközi játékvezető

## B
- Arthur Björklund (1892–1974) nemzetközi játékvezető
- Johan Einar Boström (1922–1977) nemzetközi játékvezető

## C
- Hans Carlsson (1936–) nemzetközi játékvezető

## D
- Ove Dahlberg (1931–1997) nemzetközi játékvezető
- Gunnar Dahlner (1903–1966) nemzetközi játékvezető

## E
- Andreas Ekberg (1985–) nemzetközi játékvezető
- Ivan Eklind (1905–1981) nemzetközi játékvezető
- Rudolf Eklöw (1904–1986) nemzetközi játékvezető, sportújságíró, sportvezető
- Rolf Ericsson (1922–1997) nemzetközi játékvezető
- Jonas Eriksson (1974–) nemzetközi játékvezető
- Ulf Eriksson (1942–) nemzetközi játékvezető

## F
- Christer Fällström (1952–2022) nemzetközi játékvezető
- Erik Fredriksson (1943–) nemzetközi játékvezető
- Anders Frisk (1963–) nemzetközi játékvezető
- Peter Fröjdfeldt (1963–) nemzetközi játékvezető

## G
- Ruben Gelbord (1878–1945) labdarúgó, edző, szövetségi kapitány, nemzetközi játékvezető

## H
- Martin Hansson (1971–) nemzetközi játékvezető

## I
- Martin Ingvarsson (1965–) nemzetközi játékvezető

## J
- Erik Johansson (1920–1977) nemzetközi játékvezető
- Sven Jonsson (1930–2018) nemzetközi játékvezető
- Ingrid Jonsson (1959–) nemzetközi játékvezető

## K
- Bo Karlsson (1949–) nemzetközi játékvezető

## L
- Pernilla Larsson (1976–) nemzetközi játékvezető
- Gösta Liedberg (1926–2006) nemzetközi játékvezető
- Bertil Lööw (1924–2012) nemzetközi játékvezető
- Bengt Lundell (1917–1994) nemzetközi játékvezető
- Håkan Lundgren (1946–) nemzetközi játékvezető

## N
- John Nilsson (1908–1987) válogatott labdarúgó, nemzetközi játékvezető
- Karl-Erik Nilsson (1957–) nemzetközi játékvezető, sportvezető
- Morgan Norman (1955–) nemzetközi játékvezető

## O
- Otto Ohlsson (1890–1944) nemzetközi játékvezető

## Ö
- Eva Ödlund (1964–) nemzetközi játékvezető

## P
- Jenny Palmqvist (1969–) nemzetközi játékvezető
- Bo Persson (1948–) nemzetközi játékvezető

## S
- Per Sjöblom (?–?) nemzetközi játékvezető
- Martin Strömbergsson (1977–) nemzetközi játékvezető
- Markus Strömbergsson (1975–) nemzetközi játékvezető
- Leif Sundell (1958–) nemzetközi játékvezető